# ハリス・モリチス
ハリス・モリチス（ギリシア語: Χάρης Μορίτσης ハリス・モリツィス、英語: Charis Moritsis、1970年8月1日 - ）は、キプロスの外交官、大使。2019年9月から2023年8月にかけて、常駐では初代となる駐日大使を務めた（ただし、信任状捧呈は年明けの2020年2月）。母語のギリシア語に加えて、英語とイタリア語に堪能。

## 学歴
1981年9月15日から1987年6月30日にかけてパンキプリオ・ギムナシオ（全キプロス・ギュムナシオン。戦後日本の学制における中高一貫校に近い）で修学。
1991年10月1日から1994年7月1日にかけて英国エセックス大学で修学し、政府学の学士を取得。1994年10月1日から1995年6月31日にかけて同大学で修学し、政治学のポストグラデュエート・ディプロマ (PgD) を取得。

## 外交経歴
1999年11月15日から2005年2月14日にかけてアタッシェとして本省勤務。
2005年2月15日から2006年8月22日にかけて在セルビア・モンテネグロ大使館および在セルビア大使館臨時代理大使。
2006年8月23日から2007年7月31日にかけて在フィンランド大使館参事官。
2007年8月1日から2010年8月30日にかけて在エジプト大使館参事官。
2010年9月1日から2013年12月15日にかけて欧州連合キプロス政府代表部参事官。
2013年12月16日から2015年2月28日にかけて危機管理課長として本省勤務。
2015年から2019年9月15日にかけて在エジプト大使（信任状捧呈は6月28日）。離任直前の2019年9月12日、ギリシャ正教会アレクサンドリア総主教庁でセオドロス2世（テオドロス2世）総主教と面会し、聖サバス勲章を授与された。
2019年、東京常駐としては初代となる駐日大使を拝命する（前任者のアイス・ロイズ駐日大使は北京常駐）。同年10月22日、皇居正殿松の間で今上天皇の即位礼正殿の儀が執り行われ、アンドリ・アナスタシアドゥ大統領夫人（ニコス・アナスタシアディス大統領の夫人）と共に参列した。
2020年2月12日に皇居で信任状を捧呈し、駐日大使として正式に就任した。
2020年8月6日、原爆投下から75年目を迎える広島で開催された平和記念式典に参列し、原爆死没者への哀悼と平和への祈りを捧げた。